# Забастовка стригалей в Австралии (1891)
Забастовка стригалей в Австралии — забастовка, проходившая преимущественно в Квинсленде в 1891 году и послужившая одним из факторов формирования Австралийской лейбористской партии.

## Причины забастовки
В 1890 году в Австралии была проведена забастовка моряков, возглавляемая Ассоциацией офицеров торгового флота. Забастовку поддержали стригали под руководством Объединённого профсоюза стригалей. Причиной забастовки стало желание Ассоциации офицеров торгового флота вступить в более крупное профсоюзное объединение — Мельбурнский совет профсоюзов. Объединение различных профсоюзов в профсоюзные центры вызвало сопротивление предпринимателей и правительства колонии, в результате чего трёхмесячная стачка моряков закончилась поражением забастовщиков.
На фоне разгрома профсоюзных организаций Федеральное объединение скотоводов выдвинуло новый концепт трудового договора для сельскохозяйственных рабочих, в котором отсутствовало положение о восьмичасовом рабочем дне. Объединённая скотоводческая ассоциация Квинсленда сразу же объявила, что договора в такой форме будут заключаться с рабочими начиная с 1891 года.
Решение квинслендских скотоводов вызвало протест со стороны рабочих. В январе 1891 года Австралийский рабочий союз призвал Федеральный союз предпринимателей созвать специальную конференцию, на которой было бы выработано соглашение со стригалями. Однако предприниматели отказались от переговоров и призвал профсоюзы уважать «свободу договоров».

## Ход забастовки
В феврале 1891 года, после провала переговоров, стригали, сконцентрированные на станциях стрижки овец, начали забастовку. Так, из около 150 станций Квинсленда работу смогли начать только 20.
Правительство колонии для противодействия стачке направило на станции вооруженных штрейкбрехеров в сопровождении армии и полиции. В марте начались аресты бастующих: были арестованы все члены стачечного комитета Берколдина (в том числе председатель Квинслендского профсоюза стригалей) и все члены стачечного комитета Клермонта. Арестованные были обвинены в заговоре и осуждены на три года тюремного заключения. Арестам подвергались и рядовые участники забастовки.
На фоне забастовки стригалей 1 мая 1891 года прошла первая в Австралии первомайская демонстрация, в которой приняло участие около 1300 рабочих.
В итоге правительству колонии удалось подавить очаги забастовочного движения, используя полицию и армию. В июне 1891 года Квинслендский профсоюз стригалей призвал бастовавших рабочих выйти на работу. В августе 1891 года в Сиднее прошла конференция Федерального союза предпринимателей и Объединённого профсоюза стригалей, на которой профсоюз признал поражение и принял право предпринимателей на «свободу договоров».

## Результаты и влияние
Несмотря на поражение, стригали провели ещё одну забастовку в 1894 году.
Поражение в забастовке послужило одним из факторов создания Австралийской лейбористской партии. 9 сентября 1892 года под «Древом познания» был принят написанный во время забастовки манифест Лейбористской партии Квинсленда, который можно считать одним из основополагающих документов современной Лейбористской партии Австралии.